# Погиньки
Погиньки (укр. Погіньки) — село в Голобской поселковой общине Ковельского района Волынской области Украины.
Код КОАТУУ — 0722155305. Население по переписи 2001 года составляет 205 человек. Почтовый индекс — 45070. Телефонный код — 3352. Занимает площадь 0,042 км².
В селе есть начальная школа, построенная в 1992 году.